# Merwede
La Merwede (etimologia incerta, probabilmente derivata dall'olandese medio Merwe o Merowe, una parola che può essere tradotta come "acque estese") è il nome di diversi rami di fiume nei Paesi Bassi, tra le città di Woudrichem, Dordrecht e Papendrecht. Questi fanno parte del bacino del delta del Reno, della Mosa e della Schelda e sono principalmente alimentati dal Reno.
La prima parte, conosciuta col nome di Boven Merwede (Alta Merwede), nasce dall'unione dell'Afgedamde Maas, antico percorso della Mosa, e del Waal presso Woudrichem. La Boven Merwede, al termine del percorso, presso Hardinxveld-Giessendam, si divide sulla destra nel fiume Beneden Merwede (Bassa Merwede) e sulla sinistra nel canale artificiale Nieuwe Merwede (Nuova Merwede). La Benden Merwede al termine del percorso, presso Papendrecht si divide nell'Oude Maas e nel Noord mentre la Nieuwe Merwede, si getta nell'Hollandsch Diep, separando l'isola di Dordrecht dal parco nazionale De Biesbosch. La Nieuwe Merwede, al termine del percorso, si getta nell'Hollandsch Diep, separando l'isola di Dordrecht dal parco nazionale De Biesbosch. Tutti questi corsi d'acqua sono influenzati dalle maree dipendendo dalle stesse il flusso delle acque in un senso o nell'altro.

## Storia
Durante il medioevo Merwede (o "Merwe") era il nome di un singolo continuo fiume, considerato essere il seguito del fiume Waal, uno dei più importanti emissari del Reno, andando a sfociare in mare mantenendo sempre lo stesso nome. Più tardi, il nome Merwede fu cancellato a valle della città di Papendrecht e rimpiazzato con il Noord e, ancora più a valle, con il Nieuwe Maas. Solo la parte di fiume tra Woudrichem e Papendrecht mantenne il proprio nome.
Queste modifiche nel nome del fiume, sono il risultato di due importanti inondazioni, che risultarono entrambe rilevanti nel cambio del basso corso fiume. Il primo di questi eventi forzò il fiume Mosa a prendere un tracciato più settentrionale, creando, nei pressi della città di Woudrichem, una connessione diretta tra la Mosa e la Merwede. I nomi dei diversi rami dei fiumi più a valle cambiarono in modo da rilettere questo cambiamento, come ad esempio successe con l'Oude Maas (Vecchia Mosa) e Nieuwe Maas (Nuova Mosa).
Durante un secondo evento, l'inondazione di Santa Elisabetta del 1421, la tempesta provocò una grande breccia nelle dune costiere della regione dell'Olanda creando una nuova, più corta e meridionale via capace di collegare la Merwede col mare. La gran parte delle acque della Mosa e, attraverso il Waal, una considerevole parte delle acque del Reno,  furono incanalate attraverso questa nuova via, ovvero il Biesbosch, l'Hollandsch Diep e l'Haringvliet. Da quel momento in poi le acque della Mosa, alimentarono in modo minimale l'Oude Maas e la Nieuwe Maas. In tempi più recenti l'influenza della Mosa è ulteriormente diminuita, al punto che oggi le stesse Oude Maas e Nieuwe Maas non fanno più parte del bacino della Mosa.
Le attuali Merwede (Boven, Beneden, e Nieuwe) e tutti gli effluenti a valle, una volta parte della stessa Merwede (oggi chiamati Noord, Oude Maas e Nieuwe Maas), sono oggi quasi esclusivamente alimentati dal Reno, mentre alla Mosa è stata data la propria foce artificiale, la Bergsche Maas. I due fiumi Reno e Mosa, al fine di evitare inondazioni, sono oggi quasi del tutto separati. Questa separazione è considerata essere il più grande risultato dell'ingegneria idraulica olandese prima del completamento dei lavori dello Zuiderzee e dei lavori del Piano Delta.
La dinastia dei Merovingi, molto probabilmente deve il proprio nome dalla Merwede.